# Bágmatí
Bágmatí je řeka v Nepálu a Indii, dlouhá 597 km. Vzniká soutokem tří zdrojnic v soutěsce Bagdvár (Tygří brána) na území národního parku Šivapurí Nagardžun, protéká Káthmandským údolím, kde do ní ústí Bišnumatí, pokračuje přes oblast terají a na území indického státu Bihár se vlévá do řeky Kósí. Byla podle ní pojmenována zóna Bágmatí, jedna ze čtrnácti správních jednotek Nepálu před reformou z roku 2015.
Řeka, která tvoří hranici mezi nejvýznamnějšími nepálskými městy Káthmándú a Pátan, hraje klíčovou roli v historii a kultuře země a je uctívána hinduisty i buddhisty. Na jejím břehu se nachází chrámový komplex Pašupatináth s posvátným hájem. Tok Bágmatí v nepálském hlavním městě je lemován gháty, na nichž hinduisté spalují těla zemřelých. Řeka je poměrně málo vodnatá a protéká hustě zalidněnou oblastí, což vede k mimořádně vysoké míře znečištění; plány na revitalizaci zůstávají vzhledem k politické nestabilitě na papíře.